# Rizzardo VII da Camino
Rizzardo VII da Camino (anni 1290 – prima del 1358) è stato un nobile italiano.

## Biografia
Figlio di Guecellone VIII e di Beatrice da Prata, apparteneva per questo al cosiddetto ramo "di sotto" o "inferiore" dei Caminesi, importante famiglia feudale della Marca Trevigiana. 

### I rapporti con Treviso
Fu assai legato al fratello Gherardo V: entrambi godettero di grande prestigio a Treviso ed tennero generalmente buoni rapporti con le autorità comunali, nonostante alcune controversie sorte attorno al dominio su Mussetta e Sant'Amelio.
L'8 marzo 1327 consultò il governo della città per rispondere a una richiesta del patriarca di Aquileia Pagano della Torre: il prelato pretendeva la restituzione del castello di Meduna che il Comune aveva concesso a Rizzardo.
Negli anni successivi Rizzardo e il fratello si inimicarono gli Scaligeri, avvicinandosi sempre più alla Repubblica di Venezia; solo nel 1331 le due famiglie giunsero a un accordo, sancito con il fidanzamento di una figlia del Caminese, Caterina, con un figlio naturale di Alberto II della Scala.

### L'estinzione del ramo "superiore" della famiglia

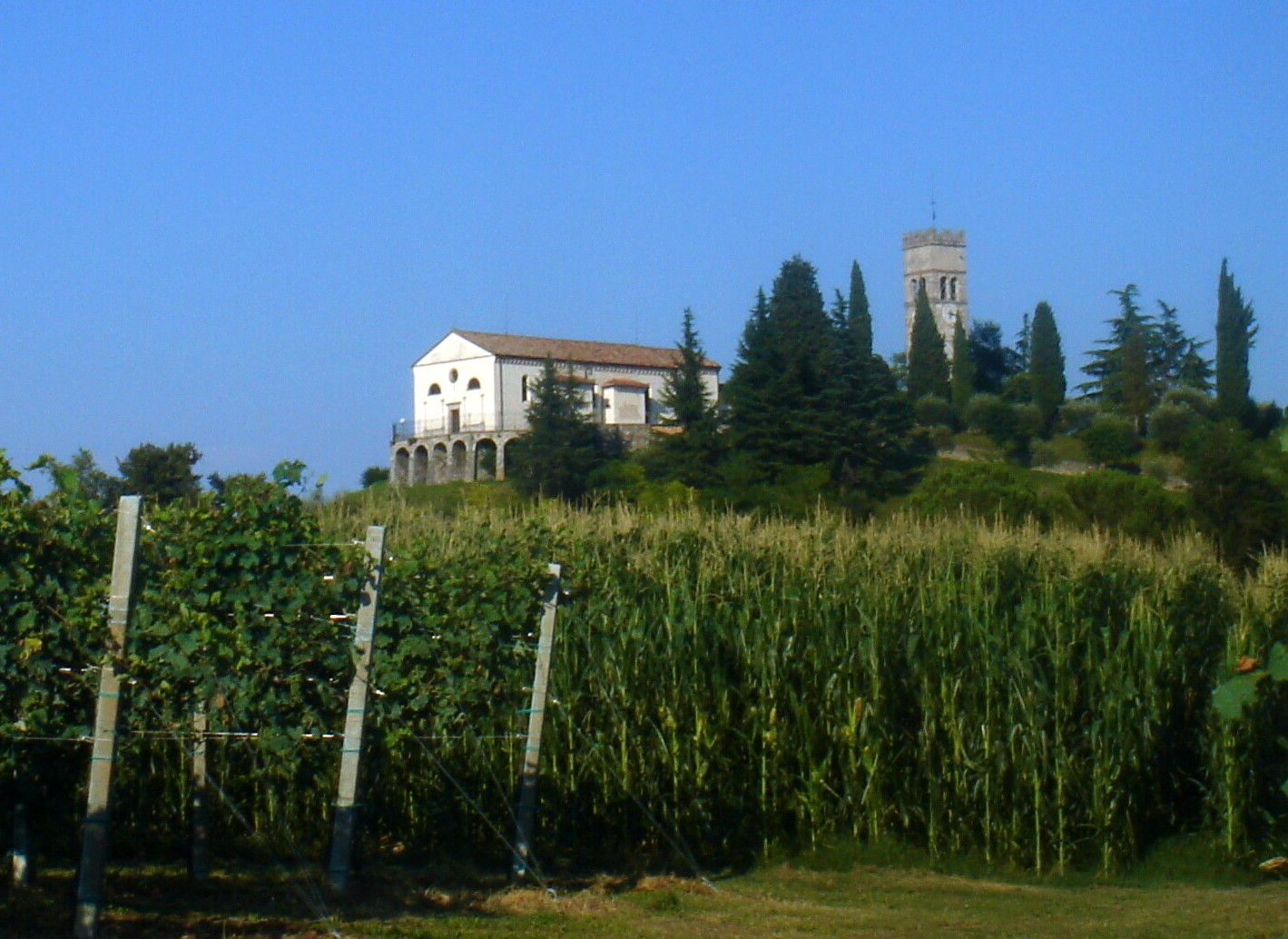
La chiesa parrocchiale di Castello Roganzuolo, edificata nel sito dell'antico castello.

Il 12 settembre 1335 morì senza eredi maschi Rizzardo VI da Camino, appartenente al ramo "di sopra" della famiglia. Gherardo e Rizzardo, impugnando una prassi in vigore nella casata che precludeva alle donne diritti di successione, rivendicarono l'eredità escludendo la vedova Verde della Scala (sorella dei signori di Verona Alberto II e Mastino II) e le tre figlie. Per poter meglio gestire la cosa, rafforzarono l'alleanza con la Serenissima.
La vertenza sfociò presto nel conflitto armato. Inizialmente i due fratelli furono i favoriti e nel 1337 riuscirono a occupare Serravalle, cosa che rese vana la scelta delle figlie di Rizzardo di chiedere protezione a Giovanni I di Boemia e il figlio Carlo.
La situazione venne capovolta con l'intervento del vescovo di Ceneda Francesco Ramponi, preoccupato per la repentina ascesa dei Caminesi. Con una mossa astuta, e avvalendosi di documenti falsi, offrì proprio ai Veneziani i feudi che la famiglia deteneva nella sua giurisdizione, ovvero Serravalle, Valmareno, Formeniga, Roganzuolo, Fregona, Cavolano, Cordignano e Soligo. I procuratori di San Marco accettarono di buon grado e il 12 ottobre 1337 il Ramponi si recò in laguna per la cerimonia di investitura.
Rizzardo aveva così perso il potente alleato e cercò di rimediare: si rivolse al vescovo di Belluno e Feltre Gorgia de Lusa e poi al patriarca di Aquileia per farsi reinvestire di tutti i territori ereditati. Nel 1340, in aggiunta, organizzò una congiura contro il Ramponi, che però venne prontamente sventata.
Sappiamo in realtà che in quel periodo alcuni dei feudi offerti dal Ramponi erano ancora controllati dai Caminesi; viceversa, a Serravalle era stato insediato un podestà veneziano.
Dal canto suo, anche Verde della Scala, sostenuta dai fratelli, continuava a pretendere la restituzione dei possedimenti, ma i suoi appelli rimasero inascoltati.

### Gli ultimi anni

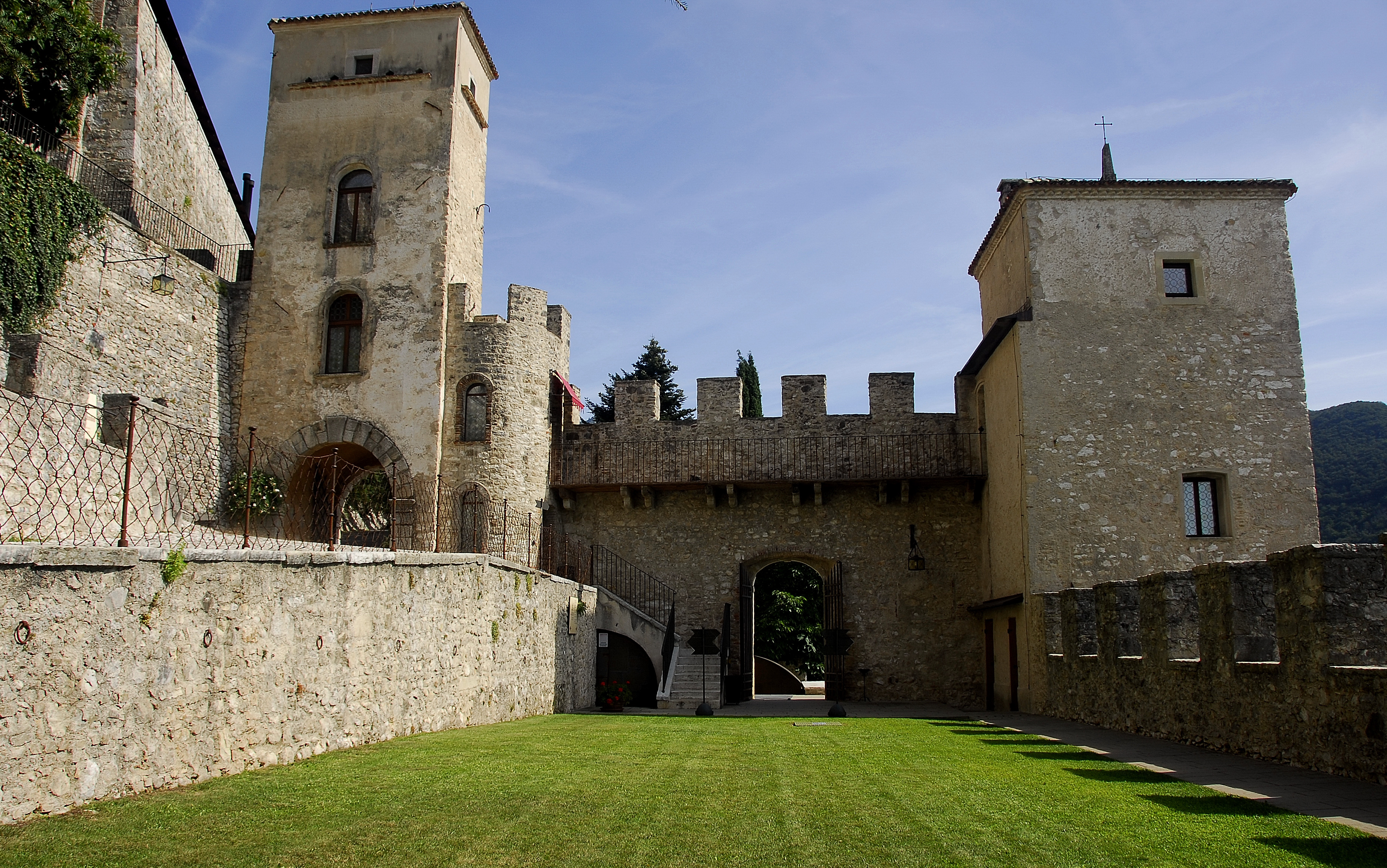
Il castello di Costa di Valmareno.

Sempre nel 1340 i due fratelli, che avevano sempre operato in stretta collaborazione, conclusero un accordo ereditario dividendosi i possedimenti: a Rizzardo andarono Motta, Cessalto, Fregona e Costa di Valmareno, mentre Gherardo ottenne Camino, Portobuffolé e Cordignano.
A partire dal 1343, finalmente, Venezia cercò di favorire un accordo tra i Caminesi e il Ramponi. La pace fu sancita il 7 ottobre 1345 quando, nella cattedrale di Ceneda, il vescovo investì i due fratelli dei castelli di Cordignano, Fregona, Valmareno, Soligo e Zumelle. Con l'occasione, i due entrarono nel patriziato veneziano.
Non resta alcuna notizia attorno alla fine di Rizzardo che, certamente, doveva essere già morto nel 1358, quando è attestato come quondam Rizardus.

## Discendenza
Rizzardo ebbe due figli da Stilichia di Guglielmo d'Onigo:
- Tolberto IV;
- Caterina, moglie di Bertoldo I d'Este[3].